# 1972年ミュンヘンオリンピックのイギリス選手団
1972年ミュンヘンオリンピックのイギリス選手団（1972ねんミュンヘンオリンピックのせんしゅだん）は、1972年8月26日から9月11日にかけて西ドイツのミュンヘンで開催された1972年ミュンヘンオリンピックのイギリス選手団、およびその競技結果。

## 概要
今大会は金メダル4個、銀メダル5個、銅メダル9個の合計18個のメダルを獲得した。

## メダル
| メダル | 選手名                                                                            | 競技   | 種目                  |
| ------ | --------------------------------------------------------------------------------- | ------ | --------------------- |
| 金     | メアリー・ピーターズ                                                              | 陸上   | 女子五種競技          |
| 銀     | マーティン・レイノルズ アラン・パスコー デビッド・ヘメリー デビッド・ジェンキンス | 陸上   | 男子4×400mリレー      |
| 銀     | デビット・ウィルキー                                                              | 競泳   | 男子200m平泳ぎ        |
| 銀     | デビッド・スターブルック                                                          | 柔道   | 男子93kg以下級        |
| 銅     | イアン・スチュワート                                                              | 陸上   | 男子5000m             |
| 銅     | デビッド・ヘメリー                                                                | 陸上   | 男子400mハードル      |
| 銅     | イアン・ハラム ウイリアム・ムーア マイケル・ベネット ロナルド・キーブル           | 自転車 | 男子4000m団体追い抜き |
| 銅     | ブライアン・ジャックス                                                            | 柔道   | 男子80kg以下級        |
| 銅     | アンジェロ・パリジ                                                                | 柔道   | 男子無差別級          |